# مارتین وارگیتس
مارتین وارگیتس (اسلواکی: Martin Vargic؛ زادهٔ ۱۰ مارس ۱۹۹۸) هنرمند و نویسنده اهل کشور اسلواکی است. وی بیشتر به خاطر کتاب «مجموعه نقشه‌های کنجکاوی وارگیتس» و «نقشه اینترنت» شناخته شده‌است.